# Geoffrey Kirui
Pour les articles homonymes, voir Kirui et Kipkorir.
Geoffrey Kipkorir Kirui (né le 16 février 1993) est un athlète kényan, spécialiste des courses de fond et du marathon.

## Carrière
Le 17 avril 2017, il remporte le marathon de Boston.
Il remporte en 2 h 8 min 27 le marathon des championnats du monde d'athlétisme 2017 à Londres,.

## Palmarès
| Année | Compétition                        | Lieu    | Place | Épreuve  |
| ----- | ---------------------------------- | ------- | ----- | -------- |
| 2017  | Marathon de Boston                 | Boston  | 1er   | Marathon |
| 2017  | Championnats du monde d'athlétisme | Londres | 1er   | Marathon |
| 2018  | Marathon de Boston                 | Boston  | 2e    | Marathon |